# Otto Glöckel
Otto Glöckel (* 8. Februar 1874 in Pottendorf (Niederösterreich); † 23. Juli 1935 in Wien) war ein sozialdemokratischer Politiker und Schulreformer der Ersten Republik in Österreich.
Als Initiator der Reformpädagogik der Zwischenkriegszeit – der Wiener Schulreform – war Glöckel ein Verfechter der Gesamtschule und Gegner von Bildungsprivilegien sowie Kämpfer gegen die kirchliche Vormachtstellung in den öffentlichen Schulen.

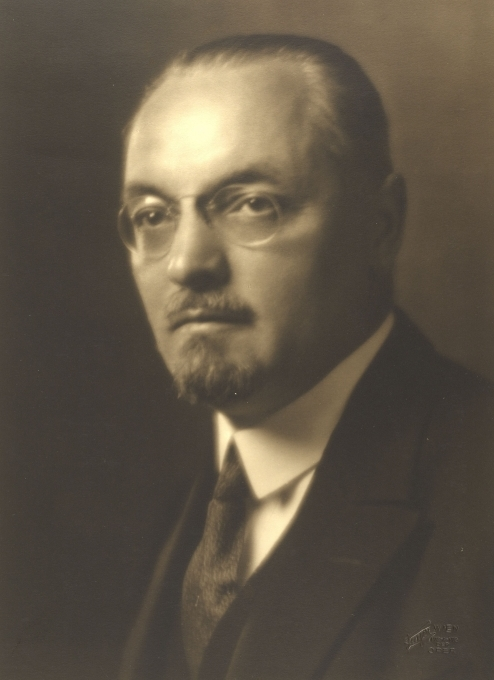
Otto Glöckel (1927)

## Leben
Otto Glöckel kam im Schulhaus von Pottendorf als Sohn des Unterlehrers Friedrich und dessen Frau Fanni zur Welt. Nach der Volks- und Bürgerschule studierte er am Landeslehrerseminar Wiener Neustadt, wo er 1892 mit der Matura abschloss. Anschließend wurde er provisorischer Unterlehrer auf der Schmelz, wo er anfangs in Volksschulen des 14. Bezirks unterrichtete.
Er wurde 1894 Mitglied der Sozialdemokratischen Arbeiterpartei Österreichs und gründete zusammen mit Karl Seitz und Paul Speiser die Wiener Lehrerbewegung „Die Jungen“, einem sozialdemokratischen Lehrerverein. Seit 1897 war er mit Leopoldine Glöckel, geborene von Pfaffinger, verheiratet, die ebenfalls politisch tätig war und seine Reformpolitik unterstützte. Im gleichen Jahr wurde er wegen seiner sozialdemokratischen Gesinnung von Bürgermeister Karl Lueger aus dem Schuldienst entlassen.
Ab 1907 war Glöckel Reichsratsabgeordneter und von April 1919 bis Oktober 1920 erster Unterrichtsminister (Unterstaatssekretär für Unterricht) der Ersten österreichischen Republik. Von 1918 bis 1920 war er Mitglied der Provisorischen bzw. Konstituierenden Nationalversammlung und von 1920 bis 1934 Nationalratsabgeordneter.
Nach dem Ende der Rot-Schwarzen Koalition (1918–1920) musste Glöckel als Unterrichtsminister zurücktreten. Er wechselte 1920 nach Wien, um dort als stellvertretender Vorsitzender des Bezirksschulrates und von 1922 bis 1934 als Präsident des Wiener Stadtschulrates die Reformen auf begrenztem Raum fortzusetzen. Unter seiner Führung wurde die Wiener Schulreform durchgeführt.
1934 wurde er unter dem Ständestaatsregime infolge der Februarrevolte am 12. Februar 1934, an der Glöckel nicht beteiligt war, in seinem Büro im Palais Epstein verhaftet und in das Anhaltelager Wöllersdorf gebracht. Glöckel überlebte die Inhaftierung nur kurze Zeit. Er starb in seinem Wohnhaus im Stadtteil Gaudenzdorf.

## Werk
Glöckel forderte schon 1911 eine strenge Trennung von Kirche und Schule. Er war gegen den Zwang zu religiösen Übungen, die den Einfluss der Geistlichkeit auf das Schulwesen festigte. Dafür machte er den zuständigen Minister und späteren Ministerpräsidenten Graf Stürgkh verantwortlich. 1917 hielt er im Reichsrat seine programmatische Rede über die Bedeutung der Bildung in der Zukunft, diese Rede konnte in der Habsburger-Monarchie nur zensiert publiziert werden.
Die von ihm initiierte Wiener Schulreform strebte eine Gesamtschule an: Innere statt äußere Differenzierung des Schulsystems, gemeinsame Schule der 10–14-Jährigen. Ein einflussreicher Kontrahent war Richard Meister. Außerdem führte er die Möglichkeit zur Abmeldung vom Religionsunterricht ein, die Klassensprecher sowie Schulsprecher, legte die Lehrfreiheit der Lehrer fest und betrieb eine Demokratisierung des Schulbereiches.
Besondere Bedeutung hat auch sein laizistisch geprägter sogenannter Glöckel-Erlass, in dem die verpflichtende Beteiligung der Schüler am Religionsunterricht sowie das tägliche Schulgebet abgeschafft wurden.
Sein Ziel war unter anderem die Demokratisierung der Schule durch organisatorische und inhaltliche Mitbestimmung der Lehrer, Eltern und Schüler und eine Abkehr von der reinen Lernschule („Drillschule“). Er gründete die Bundeserziehungsanstalten. In seinem Erlass vom 22. April 1919 ermöglichte er Frauen den freien Zugang zu den Universitäten. Er förderte die Schönbrunner Erzieherschule und ernannte den Bildungsreformer Wilhelm Jerusalem 1919 zum außerordentlichen und 1923 zum ordentlichen Professor für Philosophie an der Universität Wien.

## Ehrungen

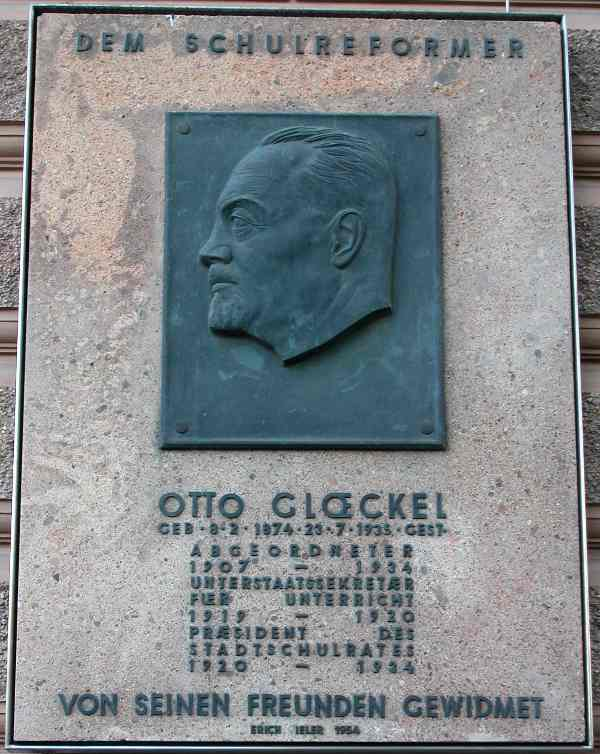
Gedenktafel für Otto Glöckel am Palais Epstein

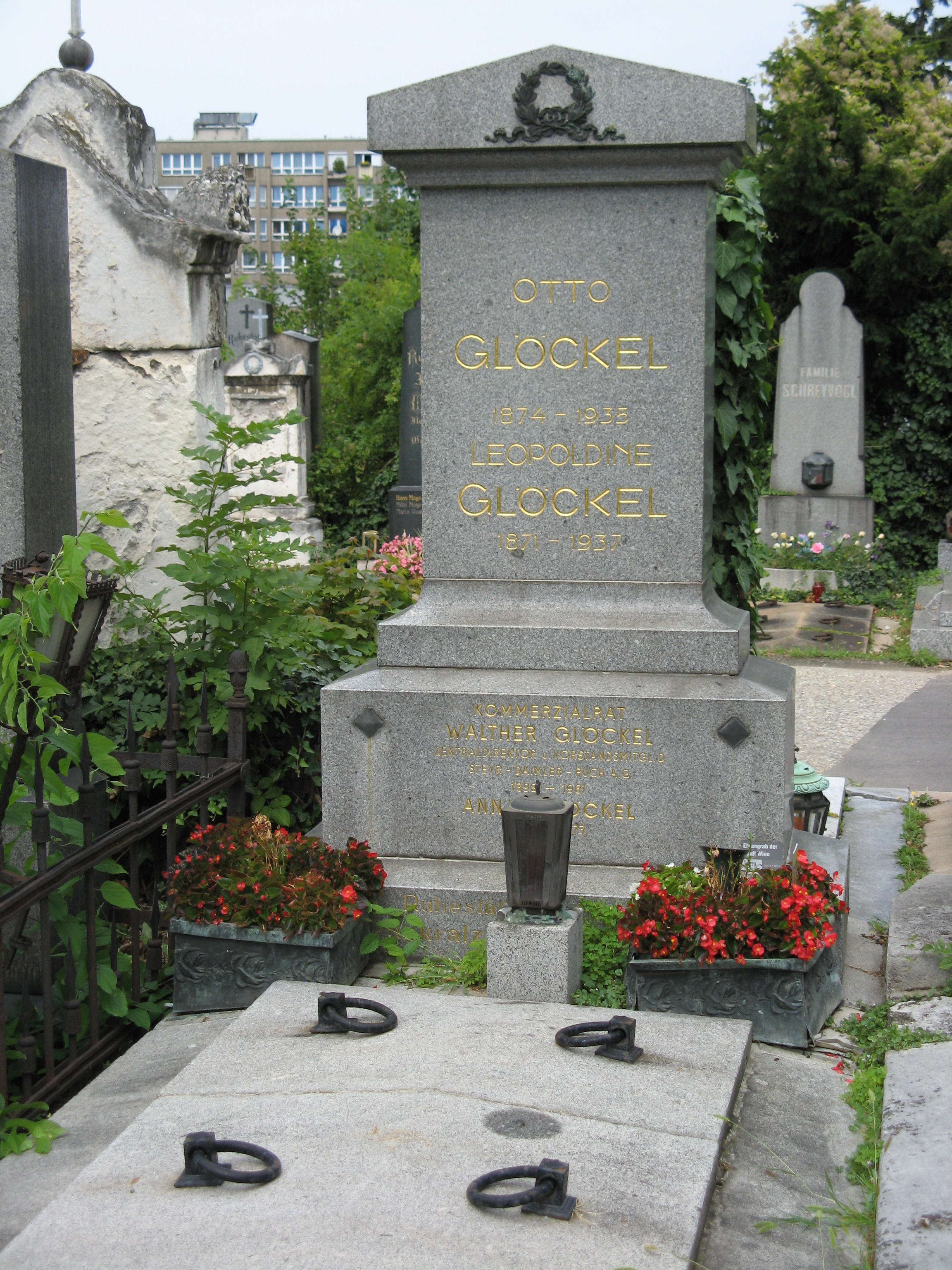
Glöckels Grab auf dem Meidlinger Friedhof

- Otto Glöckel erhielt ein ehrenhalber gewidmetes Grab auf dem Meidlinger Friedhof (Abt. B, Gruppe 1, Nummer G 54)
- Gedenktafel am ehemaligen Stadtschulratsgebäude mit dem Bronzerelief von Erich Pieler. Beim Umbau des Palais Epstein 2005 wurde die  Gedenktafel entfernt und erst nach öffentlichen Protesten wieder angebracht. In der Zeit von 1954 bis 1958 befand sich die abgebildete Tafel provisorisch am Haus Türkenstraße 3 in Wien-Alsergrund.
- Gedenktafel an seinem Wohnhaus in Wien-Meidling, Gaudenzdorfer Gürtel 47.
- Verleihung der Otto-Glöckel-Medaille durch die Stadt Wien, die anlässlich seines 100. Geburtstages 1974 gestiftet wurde.
- Multifunktionssaal im BG & BRG Wien III Boerhaavegasse wurde 2019 anlässlich des 100-jährigen Bestehens dieser Schule nach ihrem Begründer in „Otto-Glöckel-Saal“ umbenannt.[5]

Nach ihm benannt wurden:
- Schulen: In Niederösterreich in St. Pölten, Groß-Enzersdorf und Wiener Neustadt, in Oberösterreich die Otto-Glöckel-Schule Linz und in Wien-Hietzing.
- öffentliche Verkehrsflächen: In seinem Geburtsort Pottendorf und im 22. Wiener Gemeindebezirk Donaustadt sowie in Grödig, Leoben, Luftenberg, Mattersburg, Neunkirchen, Traiskirchen, Steyr,  Strasshof und St. Pölten.

## Werke
- Schule und Klerikalismus. Verlag der Wiener Volksbuchhandlung, Wien 1911.
- Das Tor der Zukunft. Verlag des Vereines Freie Schule, Wien 1919.
- 12. November – Schulreform und Volksbildung in der Republik. Verlag der Wiener Volksbuchhandlung, Wien 1919.
- Die Österreichische Schulreform. Einige Feststellungen im Kampfe gegen die Schulverderber. Verlag Wiener Volksbuchhandlung, Wien 1923.
- Die Entwicklung des Wiener Schulwesens seit dem Jahre 1919. Deutscher Verlag, Wien 1927.
- Drillschule, Lernschule, Arbeitsschule. Verlag der sozialdemokratischen Partei, Wien 1928.
- Selbstbiographie. Genossenschaftsdruckerei, Zürich 1938.